# Nieuil
 Nieuil  es una comuna y población de Francia, en la región de Poitou-Charentes, departamento de Charente, en el distrito de Confolens y cantón de Saint-Claud.
Su población en el censo de 1999 era de 907 habitantes.
Está integrada en la Communauté de communes de Haute Charente .

## Demografía
| 1043 | 1021 | 941 | 931 | 954 | 907 |
| Para los censos de 1962 a 1999 la población legal corresponde a la población sin duplicidades (Fuente: INSEE [Consultar]) |      |     |     |     |     |